# 国际组织
国际组织是研究國際機關及其程序之一種學問；國際間為處理國際事務而設立機關，為便利處理事務而制定程序:1。具有国际性行为特徵的组织，可以解決國與國之間的各項事務，國際組織可分為兩種主要型態：
- 政府间国际组织（IGOs）：成员都是主权国家或其它成員不必为主权国家的国际组织（像欧盟和世界贸易组织）。
- 非政府间国际组织（INGOs）：任何国际组织，凡未经政府间协议而建立，均被视为是为这种安排而成立的非政府国际组织。包括独立组织、民间组织、第三部门、志愿协会。

从法律角度来讲，政府间的国际组织必须有一部公约作为基础，并且有一个法人。

## 成员及功能
国际组织在功能上，成员以及成员的标准上有区别。某些国际组织（全球性的国际组织）是允许所有国家加入的，这样的组织有联合国以及它的下属机构，世界贸易组织等。还有一些国际组织是接受世界上，某一地区或大陆的成员加入的，像欧洲联盟、非洲联盟、东南亚国家联盟、阿拉伯国家联盟、伊斯兰合作组织等。